# 維拉科柳山 (薩哈馬縣)
18°24′8″S 68°58′21″W / 18.40222°S 68.97250°W
維拉科柳山（Wila Qullu），是玻利維亞的山峰，位於該國西部奧魯羅省萨哈马县，處於阿里科柳普赫羅山東北面和卡普拉塔火山、阿科坦戈火山和瓜亞蒂里火山以東，屬於安第斯山脈中玻利維亞西部山脈的一部分，海拔高度4,730米。